# Llau de la Mata
La llau de la Mata és una llau del terme municipal de Tremp (antic municipi de Gurp de la Conca), al Pallars Jussà.
Es forma en el Clot del Corral, al sud-oest del Clot de la Pomera, a llevant del Corral de Guilla, per l'afluència del barranc de Caramell i altres barrancs i llaus de muntanya, a 1.174 m. alt. Des d'aquell lloc davalla cap al sud i el sud-est, discorrent paral·lela al Serrat de la Mata.
Al cap d'una mica, quan arriba al Pas de la Canal, s'ajunta amb la llau de la Pleta i altres llaus de muntanya i formen entre totes el barranc de Caramell. Tanmateix, en alguns mapes tota la llau de la Mata és anomenada també barranc de Caramell.